# Sanaa Lathan
Sanaa McCoy Lathan (New York, 19 settembre 1971) è un'attrice e doppiatrice statunitense.

## Biografia
Sanaa Lathan è figlia di Eleanor McCoy, attrice di Broadway, e Stan Lathan, regista e produttore di serie e show televisivi, tra cui Sanford and Son e Def Comedy Jam. I suoi genitori divorziarono quando Sanaa era ancora piccola, ma nonostante ciò negli anni seguenti rimase legata ad entrambi muovendosi spesso tra Los Angeles e New York, città di residenza dei rispettivi genitori. Grazie alle professioni dei genitori Sanaa sviluppa presto un certo interesse verso il mondo cinematografico e teatrale.
Dopo aver frequentato l'Università di Yale, dove negli anni si è esibita in diverse opere di Shakespeare, Sanaa Lathan inizia la carriera di attrice con alcuni ruoli minori. Incoraggiata dal padre, si trasferisce a Los Angeles per poter avere maggiori possibilità nella propria carriera. Ottiene subito diversi ruoli in alcuni episodi di serie televisive del calibro di In the House, Otto sotto un tetto, NYPD - New York Police Department e Moesha.
Nel 1998 Sanaa ottiene un ruolo importante interpretando la madre del personaggio protagonista nel film Blade, interpretato a sua volta da Wesley Snipes; grazie a questo ruolo acquisisce una certa popolarità. L'anno seguente partecipa al film Life con Eddie Murphy e Martin Lawrence e alle commedie The Best Man e The Wood. The Best Man la vede al fianco di Taye Diggs, Nia Long e Morris Chestnut, mentre in The Wood, oltre allo stesso Diggs, c'è anche Omar Epps che nella vita reale diventerà il suo compagno.
Nel 2000 Sanaa Lathan e Omar Epps uniscono ancora una volta le proprie strade nel film di Gina Prince-Bythewood, Love & Basketball, interpretando una coppia di ragazzi che crescono accomunati dalla passione per il basket e dall'amore per l'altro. L'interpretazione di Sanaa Lathan in Love & Basketball le garantisce le nomination agli NAACP Image Award e agli Independent Spirit Awards come miglior attrice.
Nello stesso anno Sanaa Lathan ottiene un ulteriore successo negli Stati Uniti grazie alla commedia Catfish in Black Bean Sauce e a L'amore prima di tutto (Disappearing Acts), film televisivo e seconda collaborazione con la regista Prince-Bythewood. Basato su un romanzo scritto da Terry McMillan, il film, prodotto da HBO, vede Sanaa nel ruolo di un'aspirante cantautrice che ha una storia d'amore con un carpentiere interpretato da Wesley Snipes, già suo compagno di set in Blade. Il suo ruolo in L'amore prima di tutto le permette di conquistare un Essence Award come miglior attrice. Nello stesso anno viene nominata dalla rivista Ebony una delle 55 più belle persone e premiata dalla rivista Essence e dal canale televisivo Black Entertainment Television.
Negli anni a seguire partecipa a numerosi film di Hollywood, tra cui Alien vs. Predator che diventerà il film con il maggior incasso tra quelli interpretati da Sanaa. Un altro film di ottimo successo è Out of Time, dove Sanaa divide lo schermo al fianco del protagonista Denzel Washington.
Nel 2006, insieme all'attore Simon Baker, partecipa al film Something New, una commedia romantica sulle relazioni interrazziali e ottiene un ruolo ricorrente nella quarta stagione della serie televisiva Nip/Tuck dove interpreta Michelle Landau, moglie di un uomo d'affari texano molto più anziano di lei.
Nel 2008 è nel cast del film televisivo A Raisin in the Sun - Un grappolo di sole, che negli anni precedenti aveva ottenuto un ottimo successo nella sua rappresentazione a Broadway, e alla commedia The Family That Preys, diretta dal regista afro-americano Tyler Perry.

## Vita privata
Molto riservata, Sanaa Lathan non si è mai sposata. Dal 1998 al 2001 ha avuto una relazione con l'attore Omar Epps.

## Filmografia

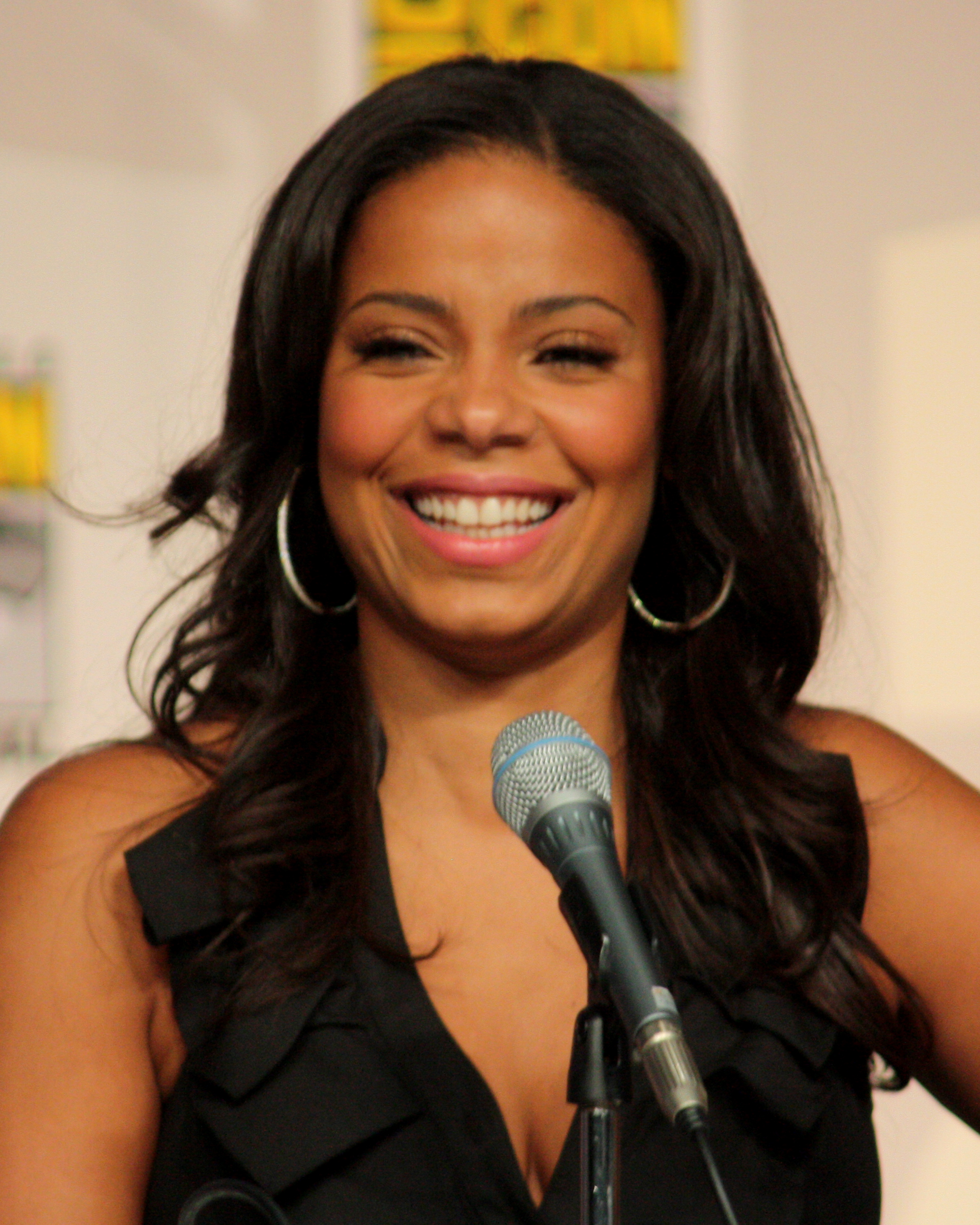
Sanaa Lathan al San Diego Comic-Con 2009.

### Cinema
- Drive - Prendetelo vivo (Drive), regia di Steve Wang (1997)
- Blade, regia di Stephen Norrington (1998)
- Life, regia di Ted Demme (1999)
- Catfish in Black Bean Sauce, regia di Chi Moui Lo (1999)
- The Wood, regia di Rick Famuyiwa (1999)
- The Best Man, regia di Malcolm D. Lee (1999)
- Love & Basketball, regia di Gina Prince-Bythewood (2000)
- The Smoker, regia di Tendaji Lathan (2000)
- Brown Sugar, regia di Rick Famuyiwa (2002)
- Out of Time, regia di Carl Franklin (2003)
- Alien vs. Predator (AVP: Alien vs. Predator), regia di Paul W. S. Anderson (2004)
- The Golden Blaze, regia di Bryon E. Carson (2005) – voce
- Something New, regia di Sanaa Hamri (2006)
- The Family That Preys, regia di Tyler Perry (2008)
- Powder Blue, regia di Timothy Linh Bui (2009)
- Wonderful World, regia di Joshua Goldin (2009)
- Contagion, regia di Steven Soderbergh (2011)
- The Best Man Holiday, regia di Malcolm D. Lee (2013)
- Repentance - Troppo tardi (Repentance), regia di Philippe Caland (2013)
- The Perfect Guy, regia di David M. Rosenthal (2015)
- Now You See Me 2, regia di Jon M. Chu (2016)
- Vicini all'ignoto (Approaching the Unknown), regia di Mark Elijah Rosenberg (2016)
- American Assassin, regia di Michael Cuesta (2017)
- Native Son, regia di Rashid Johnson (2019)

### Televisione
- In the House – serie TV, episodio 3x8 (1995)
- Moesha – serie TV, episodi 2x9-2x10 (1996)
- Miracle in the Woods, regia di Arthur Allan Seidelman – film TV (1997)
- Otto sotto un tetto (Family Matters) – serie TV, episodio 8x14 (1997)
- Built to Last – serie TV, episodio 1x1 (1997)
- NYPD - New York Police Department (NYPD Blue) – serie TV, episodio 5x11 (1998)
- LateLine – serie TV, 17 episodi (1998-1999)
- L'amore prima di tutto (Disappearing Acts), regia di Gina Prince-Bythewood – film TV (2000)
- Nip/Tuck – serie TV, 12 episodi (2006)
- A Raisin in the Sun - Un grappolo di sole (A Raisin in the Sun), regia di Kenny Leon – film TV (2008)
- The Cleveland Show – serie TV, 65 episodi (2009-2012) - voce
- I Griffin (Family Guy), episodi 8x19-10x8-10x13 (2010-2012) - voce
- Tilda, regia di Bill Condon – film TV (2011)
- Boss – serie TV, 10 episodi (2012)
- The Affair - Una relazione pericolosa – serie TV, 14 episodi (2018)
- The Twilight Zone – serie TV, episodio 1x03 (2019)
- Succession – serie TV, 4 episodi (2021)

## Riconoscimenti (parziale)
American Black Film Festival Awards
- Miglior attrice, per Out of Time (2004) (vinto)

BET Awards
- Miglior attrice, per Love & Basketball (2001) (vinto)

Black Movie Awards
- Miglior attrice, per Something New (2006) (nominata)

Black Reel Awards
- Miglior attrice, per Love & Basketball (2001) (vinto)
- Miglior attrice in un film TV, per L'amore prima di tutto (2001) (nominata)
- Miglior attrice, per Brown Sugar (2003) (nominata)
- Miglior attrice, per Out of Time (2004) (vinto)
- Miglior attrice, per Something New (2006) (nominata)
- Miglior attrice, per The Family That Preys (2008) (nominata)

Independent Spirit Awards
- Miglior attrice protagonista, per Love & Basketball (2001) (nominata)

NAACP Image Award
- Miglior attrice non protagonista, per The Best Man (2000) (nominata)
- Miglior attrice, per Love & Basketball (2001) (vinto)
- Miglior attrice, per Brown Sugar (2003) (nominata)
- Miglior attrice non protagonista, per Out of Time (2004) (nominata)
- Miglior attrice, per Something New (2007) (nominata)
- Miglior attrice non protagonista in una serie drammatica, per Nip/Tuck (2007) (nominata)
- Miglior attrice in un film tv, per A Raisin in the Sun - Un grappolo di sole (2009) (nominata)

Theatre World Award
- A Raisin in the Sun - Un grappolo di sole (2004) (vinto)

Tony Award
- Miglior partecipazione femminile, per A Raisin in the Sun - Un grappolo di sole (2003) (nominata)

## Doppiatrici italiane
Nelle versioni in italiano dei suoi lavori, Sanaa Lathan è stata doppiata da:
- Laura Romano in Boss, American Assassin, The Affair - Una relazione pericolosa
- Alessandra Cassioli in Contagion, Out of Time
- Barbara De Bortoli in Brown Sugar
- Cristiana Rossi in Nip/Tuck
- Georgia Lepore in The Best Man Holiday
- Irene Di Valmo in Something New
- Isabella Pasanisi in Blade
- Roberta Pellini in Alien vs. Predator
- Loretta Di Pisa in Repentance - troppo tardi
- Sabrina Duranti in Succession

Da doppiatrice, viene sostituita da:
- Antonella Alessandro ne I Griffin, The Cleveland Show